# Chapelle de Suvela
La chapelle de Suvela (finnois : Suvelan kappeli) est une chapelle située dans le quartier d'Espoon keskus à Espoo en Finlande,.

## Description
La chapelle de Suvela a été conçue par l'architecte Anssi Lassila du cabinet Arkkitehtoimisto OOPEAA et sa construction s'est achevée en 2016.
L'entrepreneur général était YIT Rakennus Oy.
Les structures porteuses sont en bois et en béton.
Le toit est en tôle de cuivre. Les façades sont en cuivre et en bois.
La superficie totale de la chapelle est de 2 420 m2.
La nef de la chapelle est spacieuse et lumineuse, les panneaux de bois sur les murs sont en épicéa.
Le hall peut accueillir 160 personnes et avec des aménagements spéciaux pour 270 personnes.
L'autel et le mobilier de la chapelle sont en frêne.
L'orgue a été livré en 2018.
Sur le mur de l'autel se trouve un vitrail de 16,7 mètres de long et 2,1 mètres de haut.
Le vitrail est dû à l'artiste  verrier Hannu Konolan est intitulé <<Je vis>> et représente le Christ rougeoyant bénissant les mains écartées, les grenades et les pigeons.
Sur le mur de verre séparant le hall spacieux et la nef sont écrits des textes bibliques en 16 langues différentes.